# Comté de Jones (Texas)
Pour les articles homonymes, voir Comté de Jones.
Le comté de Jones, en anglais : Jones County, est un comté situé au centre de l'État du Texas aux États-Unis. Fondé le 1er février 1858, son siège de comté est la ville d'Anson. Selon le recensement des États-Unis de 2020, sa population est de 19 663 habitants. Le comté a une superficie de 2 427,1 km2, dont 2 404,9 km2 en surfaces terrestres. Il est nommé en l'honneur d'Anson Jones, le cinquième et dernier président de la république du Texas.

## Organisation du comté
Le comté de Jones est créé le 1er février 1858, à partir des terres des comtés de Young, de Bexar et de terres rattachées au comté de Bosque. Après plusieurs réorganisations foncières, il est définitivement autonome et organisé en 13 juin 18881.
Il est baptisé à la mémoire d'Anson Jones, dernier président de la république du Texas,.

## Géographie
Le comté de Jones se situe au centre de l'État du Texas, aux États-Unis,. Il est traversé en son centre par le Clear Fork Brazos (en), un affluent du fleuve Brazos.
Il a une superficie totale de 2 427,1 km2, composée de 2 404,9 km2 de terres et de 22,2 km2 de zones aquatiques.

### Comtés adjacents
| Comté de Stonewall | Comté de Haskell |                      |
| Comté de Fisher    | comté de Jones   | Comté de Shackelford |
|                    | Comté de Taylor  | Comté de Callahan    |

### Axes routiers
Les principales autoroutes et routes du comté sont :
- U.S. Highway 83 (en)
- U.S. Highway 180 (en)
- U.S. Highway 277 (en)
- State Highway 6 (en)
- State Highway 92 (en)

## Démographie

Pyramide des âges du comté de Jones (2000).

Lors du recensement de 2010, le comté comptait une population de 20 202 habitants. En 2017, la population est estimée à 19 983 habitants,.
| Groupes           | Comté de Jones | Texas | États-Unis |
| ----------------- | -------------- | ----- | ---------- |
| Blancs            | 71,2           | 70,4  | 72,4       |
| Autres            | 14,5           | 10,6  | 6,4        |
| Afro-Américains   | 11,6           | 11,9  | 12,6       |
| Métis             | 1,7            | 2,5   | 2,7        |
| Amérindiens       | 0,6            | 0,7   | 0,9        |
| Asiatiques        | 0,4            | 3,8   | 4,8        |
| Total             | 100            | 100   | 100        |
|                   |                |       |            |
| Latino-Américains | 24,8           | 37,6  | 16,7       |

Selon l'American Community Survey, pour la période 2011-2015, 79,88 % de la population âgée de plus de 5 ans déclare parler anglais à la maison, alors que 19,31 % déclare parler l’espagnol et 0,81 % une autre langue.

### Source de la traduction
- (en) Cet article est partiellement ou en totalité issu de l’article de Wikipédia en anglais intitulé « Jones County, Texas » (voir la liste des auteurs).